# سيسيليا روس
سيسيليا روس (بالإنجليزية: Cecilia Rouse) (و. 1963 – م) هي عالمة اقتصاد، وأستاذة جامعية من الولايات المتحدة الأمريكية .

## التعليم
تعلمت في جامعة هارفارد.

## مناصب وهيئات
أدارت جامعة برنستون.